# رنتسو وکیاتو
رنتسو وکیاتو (ایتالیایی: Renzo Vecchiato؛ ‏تلفظ در ایتالیایی: [ˈrɛntso]؛ ‏ زادهٔ ۸ اوت ۱۹۵۵) بازیکن بسکتبال اهل ایتالیا است.
از باشگاه‌هایی که در آن بازی کرده‌است می‌توان به ویرتوس رم اشاره کرد.